# Ikast Håndbold
Ikast Håndbold (voorheen Herning-Ikast Håndbold, FC Midtjylland Håndbold, Ikast-Bording Elite Håndbold en Ikast-Brande Elite Håndbold) is een Deense dameshandbalvereniging uit Ikast. Het eerste team komt uit in de GuldBageren Ligaen, de hoogste divisie van de nationale clubcompetitie. Het team wordt gecoacht door Kenneth Jensen.

## Clubgeschiedenis
Ikast-Brande Elite Håndbold (oorspr. Ikast-Bording Elite Håndbold) kwam in 1970 tot stand uit een fusie tussen Ikast FS Håndboldafdeling, Ikast DUI en Ikast Skytte Gymnastik Forening. In 1991 won de club voor het eerst in haar geschiedenis de Deense beker en sindsdien behoort ze tot de top van het Deense dameshandbal. In november 2008 werd Ikast-Brande Elite Håndbold overgenomen door de voetbalclub FC Midtjylland en sindsdien speelt het handbalteam onder de naam FC Midtjylland Håndbold.

## Prestaties
In 1998 won Ikast-Brande de Deense competitie en in 1999, 2002, 2003 en 2008 werd ze tweede. Driemaal eindigde de club als derde: in 1994, 1995, 2000 en 2004. Ook in de Europese competities laat Ikast-Brande zich niet onbetuigd. In 2003 bereikte ze de halve finale van de EHF Champions League, in 2004 won de club de EHF Cup Winners’ Cup en in 2002 de EHF Cup. In 2007 bereikte Ikast-Brande de finale van deze, minst prestigieuze, Europese competitie.

## Selecties
1.  Jessica Ryde ·
3. Trine Mortensen ·
4. Julie Scaglione ·
5.  Vilde Johansen ·
6. Cecilie Brandt ·
7.  Stine Skogrand  ·
11. Sarah Iversen ·
13. Julie Gantzel Pedersen ·
14.  Emma Lindqvist ·
15. Emma Friis ·
16.  Andrea Austmo Pedersen ·
17. Simone Cathrine Petersen ·
19. Alberte Ebler ·
21.  Ingvild Bakkerud ·
77. Line Mai Hougaard ·
93. Line Uno ·
Coach: Kasper Christensen
1.  Jessica Ryde ·
4. Julie Scaglione ·
5.  Vilde Johansen ·
6. Cecilie Brandt ·
7.  Stine Skogrand  ·
9.  Tyra Axnér ·
10. Naja Nissen Kristensen ·
11. Sarah Iversen ·
12. Mathilde Rømer ·
14.  Emma Lindqvist ·
15. Emma Friis ·
16.  Sabine Englert ·
17. Simone Cathrine Petersen ·
19. Alberte Ebler ·
21.  Ingvild Bakkerud ·
22. Olivia Simonsen ·
48.  Sonja Frey ·
77. Line Mai Hougaard ·
Coach: Kasper Christensen

Resultaten: 3e plaats Damehåndboldligaen – 3e plaats Santander Cup – 3e plaats European League
1.  Jessica Ryde ·
4. Michala Møller ·
5.  Vilde Johansen ·
6. Cecilie Brandt ·
7.  Stine Skogrand  ·
8.  Helene Gigstad Fauske ·
10. Naja Nissen Kristensen ·
11. Sarah Iversen (zwanger) ·
15. Emma Friis ·
16.  Sabine Englert ·
17. Simone Cathrine Petersen ·
21.  Ingvild Bakkerud ·
22. Olivia Simonsen ·
23. Frida Svingholm ·
28.  Mie Sophie Sando ·
77. Line Mai Hougaard ·
Coach: Kasper Christensen

Resultaten: 3e plaats Damehåndboldligaen – 3e plaats Santander Cup – 4e plaats European League
1.  Jessica Ryde ·
4. Michala Elsberg Møller ·
5.  Vilde Johansen ·
6. Cecilie Brandt ·
7.  Stine Skogrand  ·
8.  Helene Gigstad Fauske ·
10. Naja Nissen Kristensen ·
11. Sarah Iversen ·
12. Louise Bak ·
13. Julie Gantzel Pedersen ·
14. Emilie Steffensen ·
15. Emma Friis ·
16.  Sabine Englert ·
17. Mathilde Bjerregaard ·
19. Annika Jakobsen ·
20.  Jeanett Kristiansen ·
25.  Tonje Løseth ·
28. Julie Jensen ·
Coach: Mathias Madsen

Resultaten: 5e plaats Damehåndboldligaen – winnaar Santander Cup – 1/2 finale (geannuleerd) EHF Cup
1.  Jessica Ryde ·
2. Maja Lauritsen ·
4. Michala Elsberg Møller ·
5. Trine Troelsen ·
7.  Stine Skogrand  (zwanger) ·
8.  Helene Gigstad Fauske ·
11. Sarah Iversen ·
13. Julie Gantzel Pedersen ·
14. Emilie Steffensen  ·
15. Emma Friis ·
16.  Sabine Englert ·
17. Mathilde Bjerregaard ·
19. Annika Jakobsen ·
23. Anne Mette Pedersen ·
24. Mie Augustesen ·
25.  Tonje Løseth ·
27. Louise Burgaard ·
Coach: Kristian Kristensen

Resultaten: 2e plaats Damehåndboldligaen – 1/4 finale Santander Cup – 1/2 finale EHF Cup
1.  Jessica Ryde ·
4.  Judith Sans ·
5. Trine Troelsen (zwanger) ·
7.  Linn Blohm (zwanger) ·
8.  Helene Gigstad Fauske ·
9. Helene Kindberg ·
10.  Veronica Kristiansen  ·
13. Julie Gantzel Pedersen  ·
14. Emma Friis ·
15. Louise Hansegaard Ellebæk ·
16.  Sabine Englert ·
17. Mathilde Bjerregaard ·
18. Laura Jensen ·
20. Sabine Pedersen (zwanger) ·
23. Anne Mette Pedersen  ·
24. Mie Augustesen ·
25.  Tonje Løseth  ·
27. Louise Burgaard ·
Coach: Kristian Kristensen

Resultaten: play-offs (regulier: 3e plaats) Damehåndboldligaen – 4e plaats Santander Cup – 1/4 finale EHF Champions League
1.  Martina Thörn ·
4. Louise Hansgaard Ellebæk ·
6. Stine Jørgensen ·
7.  Linn Blohm ·
8. Simone Petersen ·
9.  Sabina Jacobsen  ·
10.  Veronica Kristiansen ·
14. Emma Friis ·
16.  Sabine Englert ·
18.  Elin Lindén ·
20. Sabine Pedersen ·
24. Mie Augustesen ·
25. Trine Østergaard Jensen ·
26.  Rut Arnfjörð Jónsdóttir ·
27. Louise Burgaard ·
Coach: Kristian Kristensen

Resultaten: 3e plaats Damehåndboldligaen – finale Santander Cup – 1/4 finale EHF Champions League
1. Stephanie Andersen ·
2. Pauline Bøgelund ·
4. Line Skak Lindegaard ·
6. Stine Jørgensen ·
8. Simone Cathrine Petersen ·
9.  Sabina Jacobsen ·
10.  Veronica Kristiansen ·
14. Kristina Sommer ·
15. Jane Mejlvang ·
16.  Sabine Englert ·
17. Susan Thorsgaard ·
20. Sabine Pedersen ·
21. Fie Woller ·
22.  Johanna Ahlm ·
24. Mie Augustesen ·
25. Trine Østergaard Jensen ·
27. Louise Burgaard ·
79.  Ana Vojčić ·
Coach: Helle Thomsen

Resultaten: finale (2e plaats) Damehåndboldligaen – winnaar Nordea Cup – hoofdronde EHF Champions League
1. Stephanie Andersen ·
2. Pauline Bøgelund ·
3.  Sabina Jacobsen ·
6. Stine Jørgensen ·
10. Mette Bejder ·
11.  Ida Alstad ·
14. Kristina Sommer ·
15. Simone Rasmussen ·
16.  Sabine Englert ·
17. Susan Thorsgaard ·
19. Line Jörgensen ·
20. Sabine Pedersen ·
21. Fie Woller ·
24. Mie Augustesen ·
25. Trine Østergaard Jensen ·
27.  Nycke Groot ·
46. Jane Sönderbaek Mejlvang ·
47. Line Skak Lindegaard ·
Coach: Helle Thomsen

Resultaten: kampioen Damehåndboldligaen – winnaar Nordea Cup – 2e kwalificatieronde EHF Champions League – winnaar EHF Beker voor bekerwinnaars
1. Anne Theilgaard Hansen ·
5. Louise Svalastog Spellerberg ·
6. Stine Jørgensen ·
12. Louise Egestorp ·
15. Simone Rasmussen ·
16.  Sabine Englert ·
17. Susan Thorsgaard ·
19. Line Jörgensen ·
21. Fie Woller ·
22. Trine Stenbaek Troelsen ·
25. Trine Østergaard Jensen ·
27.  Nycke Groot ·
89. Lærke Møller ·
Coach: Helle Thomsen

Resultaten: 2e plaats Damehåndboldligaen – finale Nordea Cup – 1/2 finale (4e plaats) EHF Champions League
1. Theilgaard Hansen Anne ·
2. Gitte Brøgger Led ·
5. Louise Svalastog Spellerberg ·
6. Maibritt Kviesgaard ·
8. Matilde Neesgaard Mogensen ·
12. Louise Egestorp ·
15. Simone Rasmussen ·
16.  Sabine Englert ·
17. Susan Thorsgaard ·
19. Line Jörgensen ·
21. Fie Woller ·
22. Trine Stenbaek Troelsen ·
24. Natascha Ohlendorff ·
25. Trine Østergaard Jensen ·
27.  Nycke Groot ·
89. Lærke Møller ·
Coach: Helle Thomsen

Resultaten: kampioen Damehåndboldligaen – winnaar Nordea Cup – 1/2 finale EHF Cup
1.  Ingrid Ødegård ·
2. Gitte Brøgger Led ·
5. Louise Svalastog Spellerberg ·
6. Maibritt Kviesgaard ·
7.  Linnea Torstensson ·
8. Matilde Neesgaard Mogensen ·
9. Mia Biltoft ·
10. Anne Mette Pedersen ·
14. Malene Dalgaard ·
16.  Sabine Englert ·
17. Susan Thorsgaard ·
19. Line Jörgensen ·
20. Cecilie Woller ·
21. Fie Woller ·
22. Trine Stenbaek Troelsen ·
24. Maria Sørensen ·
25. Trine Østergaard Jensen ·
27.  Nycke Groot ·
89. Lærke Møller ·
Coach: Ryan Zinglersen

Resultaten: 3e plaats Damehåndboldligaen – 1/4 finale Nordea Cup – hoofdronde EHF Champions League
1.  Ingrid Ødegård ·
2.  Alette Stang ·
4.  Tonje Nøstvold ·
5.  Isabel Blanco ·
7.  Linnea Torstensson ·
8. Matilde Nesgaard Mogensen ·
9. Mia Biltoft ·
10. Anne Mette Pedersen ·
14. Malene Dalgaard ·
16.  Sabine Englert ·
17. Susan Thorsgaard ·
19. Line Jörgensen ·
20. Cecilie Woller ·
21. Fie Woller ·
22. Trine Stenbaek Troelsen ·
24. Maria Sørensen ·
25. Trine Østergaard Jensen ·
89. Lærke Møller ·
Coach: Kenneth Jensen

Resultaten: kampioen Damehåndboldligaen – ? Nordea Cup – winnaar EHF Cup
1.  Ingrid Ødegård ·
2.  Alette Stang ·
4.  Tonje Nøstvold ·
5.  Isabel Blanco ·
6. Mette Sjøberg ·
9. Sara Hansen ·
10. Nora Reiche ·
10. Line Widt Fruensgaard ·
11.  Gro Hammerseng ·
14. Malene Dalgaard ·
15.  Katja Nyberg ·
16.  Sabine Englert ·
17. Susan Thorsgaard ·
18. Mia Møldrup ·
19. Cecilie Woller ·
21. Fie Woller ·
22. Mia Biltoft ·
23. Anne Mette Pedersen ·
24. Maria Sørensen ·
25. Trine Østergaard Jensen ·
89. Lærke Møller ·
Coach: Kenneth Jensen

Resultaten: play-offs (3e plaats) Damehåndboldligaen – ? Nordea Cup – 4e ronde EHF Beker voor Bekerwinnaars